# Dugny
Dugny é uma comuna francesa situada no departamento de Seine-Saint-Denis, na região da Ilha de França. Seus habitantes são chamados Dugnysiens.
Pequena aldeia até a Revolução Francesa, a comuna de Dugny sofreu extensos danos e destruições na época contemporânea. Em 1814 e 1815, durante a primeira restauração, Dugny foi ocupada pelos exércitos aliados (russo, prussiano e austríaco) que fizerem danos, as batalhas de Le Bourget, na década de 1870 destruíram em parte a comuna e os bombardeios aéreos que visavam o aeroporto de Le Bourget, durante a Segunda Guerra Mundial, arrasaram a cidade em mais de 90 %.
A história e o patrimônio da cidade estão fortemente relacionados com a aviação. O Aeroporto de Le Bourget e o Museu do ar e do espaço cobriam uma parte do território de Dugny. A base aérea 104 foi implantada em Dugny desde a Primeira Guerra Mundial e acolheu desde 1953, o Estabelecimento da aviação naval de Dugny-Le Bourget. Ela foi definitivamente fechada em 2011. Instalações renovadas sediaram no fim de 2016  a transferência das atividades da Airbus Helicopters implantadas anteriormente em La Courneuve.

## Toponímia
Dugny poderia vir do galo-romano Duniacum que significa campo de Dunius, seu proprietário. Mais tarde, o sítio é chamado de Dugny-en-France, do fato da plaine de França , na qual ela está localizada.

## Geminação
Em 11 de fevereiro de 2012, Dugny é geminada com :
- Hohenstein-Ernstthal (Alemanha) ;

## Patrimônio e cultura

### Lugares e monumentos

#### Patrimônio histórico da aviação

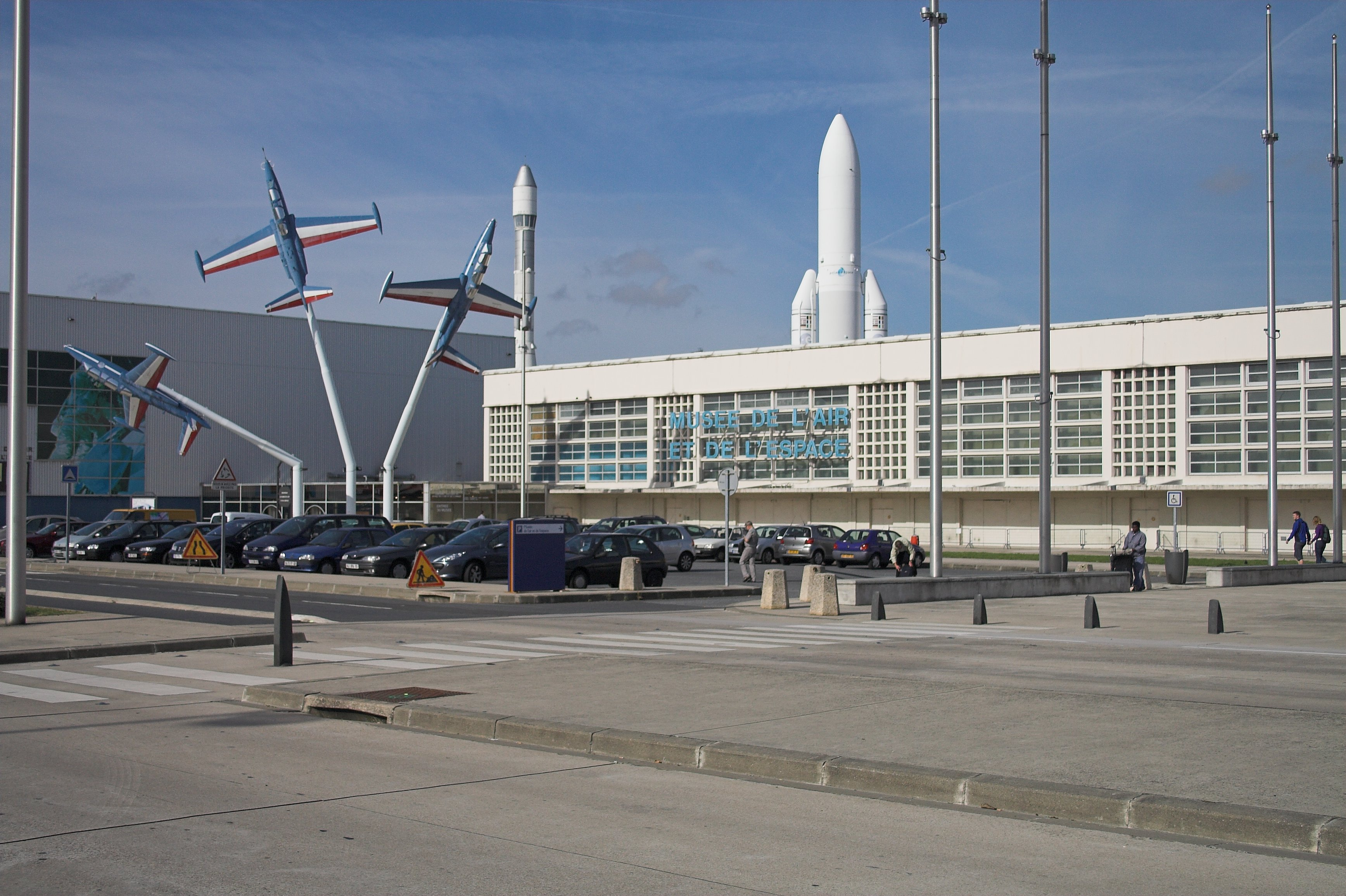
A entrada do Museu do ar e do espaço.

Assim como a história da cidade, o patrimônio da Dugny está intimamente ligado ao patrimônio aeronáutico. De fato, o Aeroporto de Le Bourget cobre quase metade do território dugnysien e uma grande parte das coleções do museu do ar e do espaço está localizado em Dugny. Apesar de serem dos dois, por seus nomes, são associados à cidade de Le Bourget.
O Aeroporto de Le Bourget é o primeiro aeroporto parisiense a ser construído e hoje é o primeiro aeroporto de negócios europeu, ele recebe, a cada dois anos (menos junho dos anos ímpares), o salão internacional da aeronáutica e do espaço.
O museu do ar e do espaço é o mais importante museu aeronáutico da França. Quando se mudou para Le Bourget em 1975, o museu ocupou uma parte da esplanada bem como um hangar do sul do terminal. Em 1977, o desaparecimento do tráfego comercial levou a uma reconversão rápida do aeroporto na aviação de negócios, e liberou espaço para a expansão do museu que abriu. Foi em 1987 que o terminal, em parte abandonado desde 1977, tornou-se "A Grande Galeria", que apresenta uma grande coleção de aviões originais desde o início da aviação e da "Primeira Guerra Mundial". O museu teve uma frequência de 274 678 de visitantes em 2008, ocupando o 24° lugar dos museus franceses mais visitados.

#### Espaços verdes

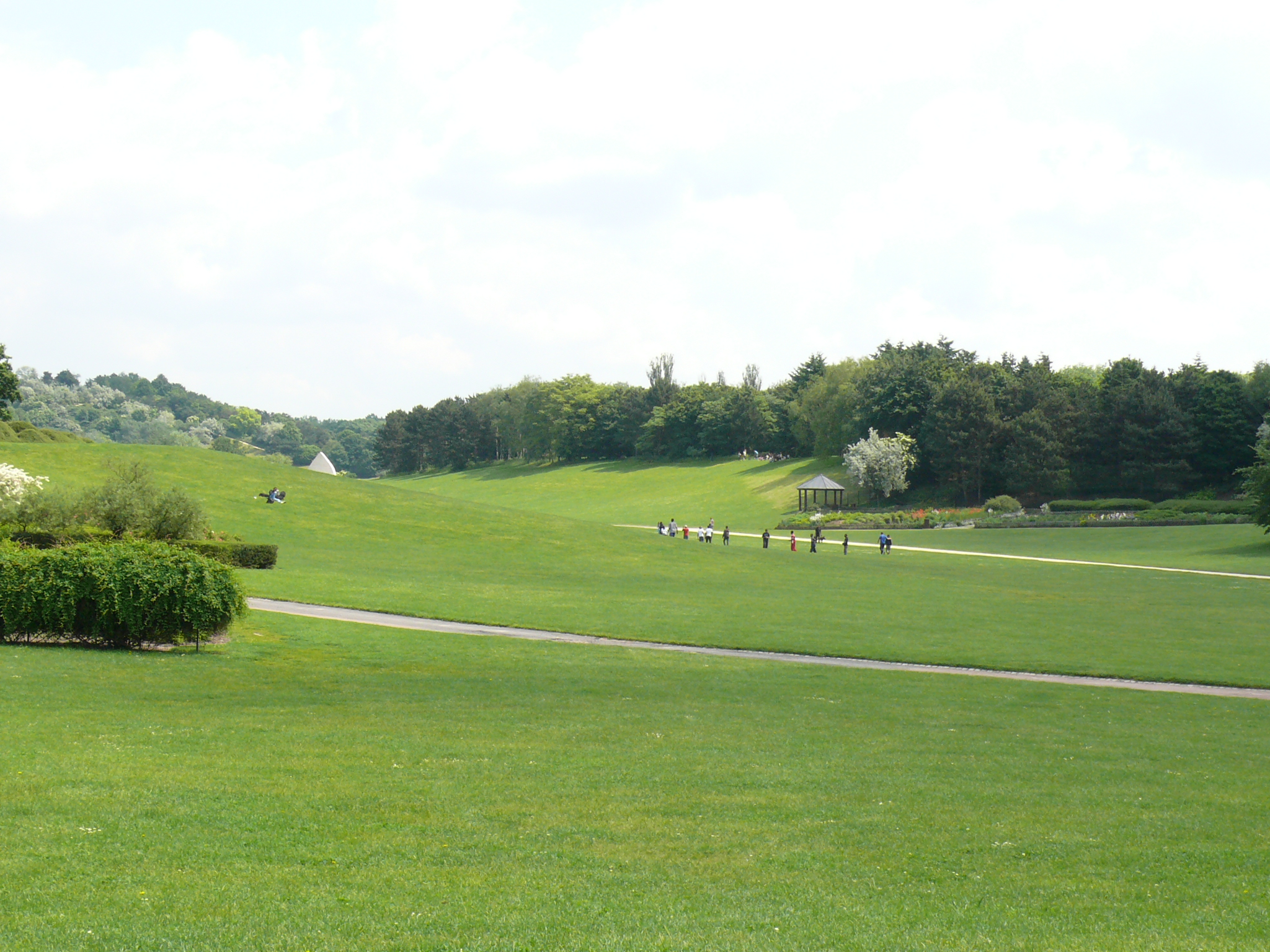
Parc Georges Valbon

Uma parte do território municipal é ocupada pelo parc départemental Georges-Valbon. O Parc Georges-Valbon ou anteriormente chamado parc départemental de La Courneuve (antes de 2010) é um sítio da Rede Natura 2000. É o maior parque da Ilha de França com uma área de 415 hectares. A parte dugnysienne do parque é composta da aire des Vents e do bassin du Brouillard.

### Personalidades ligadas à comuna
- Pierre Duclou (1957) - Pintor Francês.
- Larbi Benboudaoud (1974) - Judoca francês, campeão do mundo em 1999 e vice-campeão olímpico em 2000.
- Thomas Pitiot (1975) - Músico, compositor e cantor.
- François Cretté-Palluel (1741-1798) - Agrônomo. Membro da Assembleia Legislativa e membro do concelho de Dugny em 1791. Juiz de Paz.
- Alexander Cretté de Palluel, (1766-1844), (filho do precedente), conselheiro geral do Sena, prefeito de Paris XVIII°, (condecorado como nobre pela carta patente datada de 31 de maio de 1817, barão em 18 de novembro de 1827, oficial da Legião de Honra em 19 de maio de 1825).
- Lucie Aubrac (1912-2007) - Resistente e esposa de Raymond Aubrac.
- Djimi Traoré (1980) - Ex-jogador de futebol do Liverpool, que venceu a Liga dos campeões de 2004/2005.